# FC Rilski Sportist Samokov
El FC Rilski Sportist Samakov (en búlgaro: ФК Рилски спортист Самоков) es un equipo de fútbol de Bulgaria que juega en la V AFG, tercera división de fútbol en el país.

## Historia
Fue fundado en el año 1947 en la ciudad de Samokov luego de que varios equipos aficionados de la ciudad se fusionaran para hacer un equipo competitivo.
En la temporada 2001/02 logra el ascenso a la A PFG por primera vez en su historia como campeón de la segunda división, aunque descendieron esa misma temporada al terminar en último lugar entre 14 equipos.
En la temporada 2005/06 vuelve a ganar el título de la segunda división, pero volvieron a la B PFG en tan solo una temporada al terminar en el lugar 14 entre 16 equipos.
El club registra más de 20 temporadas en la B PFG.

## Palmarés
- B PFG: 2

2001/02, 2005/06
- A RFG: 2

2010/11, 2013/14